# What It Takes To Move Forward
What It Takes To Move Forward es el tercer disco de lanzamiento de la banda emo estadounidense Empire! Empire! siendo este el disco más largo que han hecho con 11 canciones. Fue lanzado el 29 de septiembre de 2009. Este tercer disco tiene melodías intensas y armoniosas, con influencia de sonidos melancólicos y melodramáticos y con compases dinámicos donde toman influencia emo de Mineral y American Football. Es posible que este CD sea "la piedra angular" del actual resurgimiento emo. El CD viene en dos versiones, la cual en una, solo aparecen 11 canciones y no 13 como el disco original.

## Lista de canciones
1. "How to Make Love Stay" - 04:24
2. "Keep What You Have Built Up Here" - 05:08
3. "What Safe Means" - 04:01
4. "With Your Greatest Fears Realized, You Will Not Be Comforted" - 03:07
5. "It Happened Because You Left" - 08:09
6. "Rally the Troops! Poke Holes In Their Defenses! Line Our Coffers With Their Coffins!" - 04:22
7. "It's a Plague, and You're Invited" - 04:11
8. "Everything Is Connected and Everything Matters (A Temporary Solution to a Permanent Problem)" - 04:01
9. "The Next Step to Regaining Control" - 06:08
10. "An Idea Is a Greater Monument Than a Cathedral" - 06:52
11. "I Am a Snail, and You Are a Pace I Cannot Match" - 05:14
12. "It Was Your Heart That Saved You" - 02:25
13. "Actually, I'm Just Wearing Your Glasses" - 09:21